# Entomologi
Entomologi (tidigare även benämnt insektologi) är vetenskapen om insekterna och är således ett delområde av zoologin. Benämningarna entomologi respektive insekt kommer från grekiskans εντομον och latinets insectum, vilka bägge betyder någonting inskuret och syftar på insektskroppens ringar eller leder. 
En person som är intresserad av entomologi kallas entomolog.

## Taxonomisk specialisering

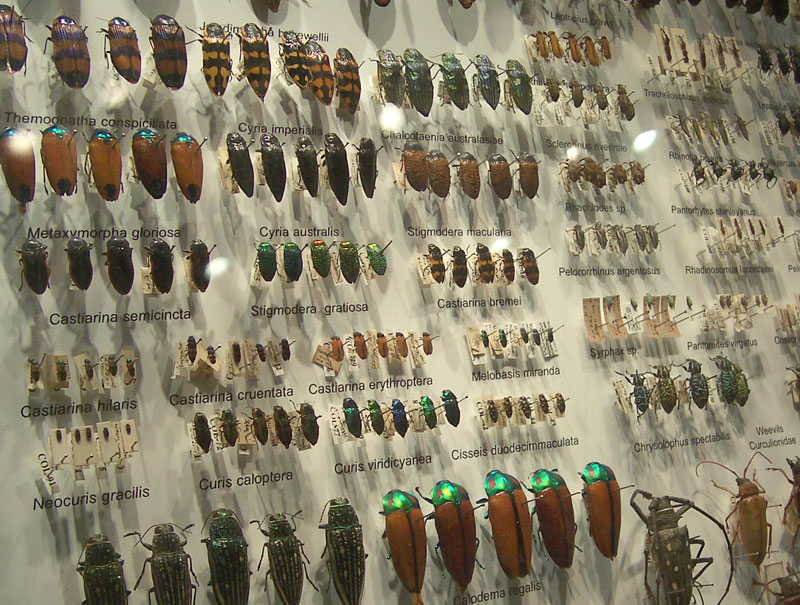
Del av en stor samling av skalbaggar.

Många entomologer har specialiserat sig på en enda ordning eller till och med på en enda familj inom insekterna. Vissa av dessa grupperingar av entomologer har fått informella titlar, som ofta härletts ur det vetenskapliga namnet på gruppen av intresse.
- Apidologi – bin
- Koleopterologi – skalbaggar
- Dipterologi – tvåvingar
- Hemipterologi – halvvingar
- Lepidopterologi – fjärilar
- Myrmekologi – myror
- Ortopterologi – gräshoppor, syrsor
- Trichopterologi – nattsländor